# Лампворк

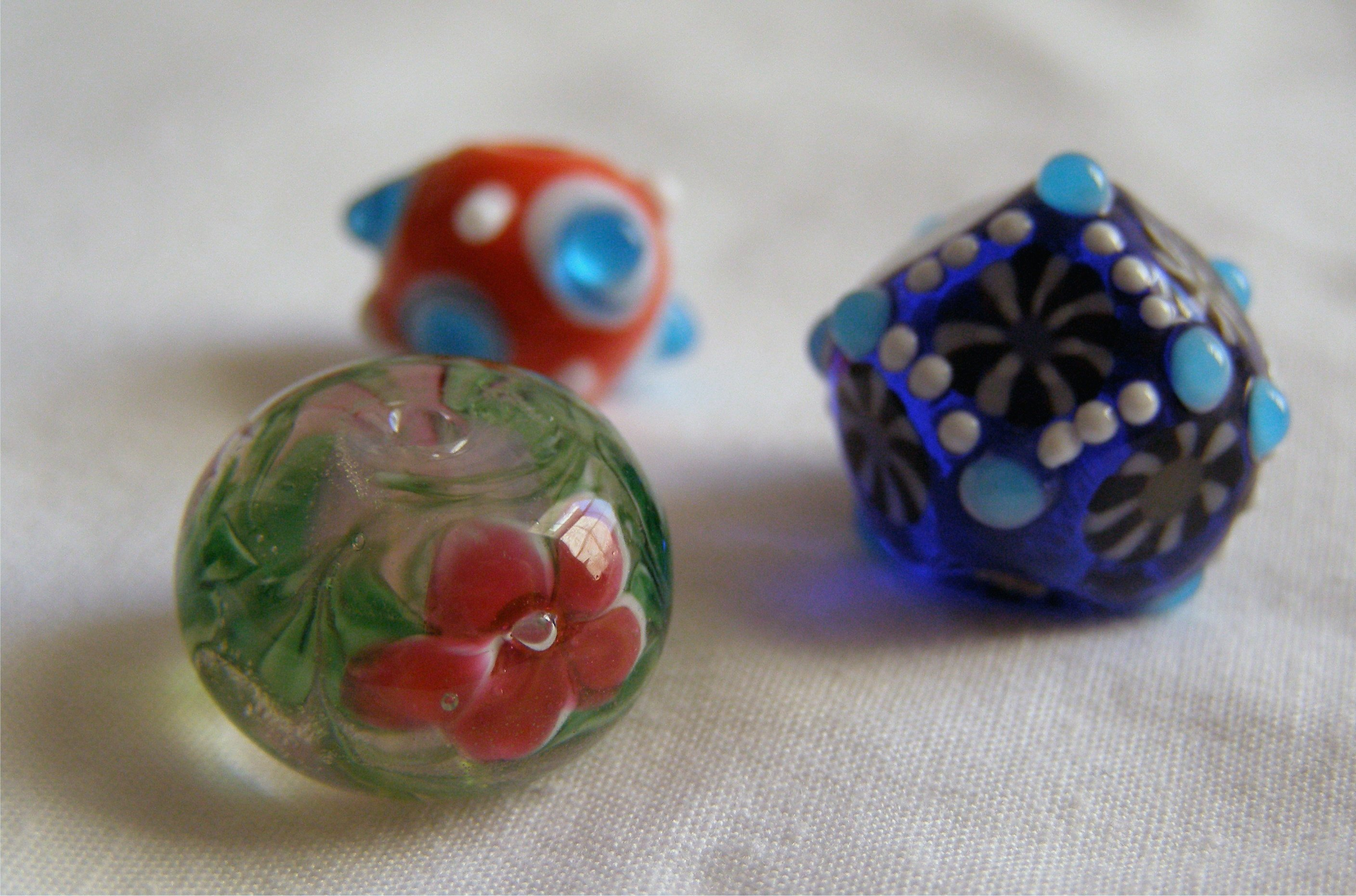
Стеклянные бусинки, выполненные в технике Lampwork

Лампворк (лэмпворк) (англ. lamp — лампа, горелка + work — работа), flamework (от англ. flame — пламя) — художественная обработка стекла в пламени горелки. Одна из техник художественного стекла.
Обработка стекла была известна нашим предкам очень давно, но работа со стеклом в понимании лампворкера заключается в том, что в пламя воздушно-пропановой, кислородной, водородной или плазменной горелки вносится прут стекла определённого цвета, и стекло сплавляется в бусину или изделие, поверх могут добавляться стекла разных цветов. Температура, необходимая для работы со стеклом — 800..1200 °C, в зависимости от производителя стекла.
В России до XX века это ремесло называлось «камушный промысел». Им занимались целыми деревнями.

## Стекло
Стекло используемое при работе должно иметь одинаковый СОЕ (англ. Coefficient of Expansion — коэффициент расширения), наиболее часто используемое СОЕ-96, COE 104 — стекло с итальянского острова Мурано — «Moretti/Effetre» . Коэффициент расширения или температурный коэффициент линейного расширения (ТКЛР) характеризует относительное удлинение образца стекла при нагревании его на 1 градус. Значение ТКЛР изменяется в зависимости от диапазона температуры, в котором он измеряется. Это практически единственный технологический показатель (указанный производителем), по которому можно судить о совместимости разных стекол. Смешанные вместе стекла, с разным COE, по-разному изменяют свои размеры/габариты/объем при нагреве и охлаждении. В таком случае, при остывании, в стекле возникают серьёзные напряжения, ведущие к разрушению работы.

## Инструменты
Основной инструмент — это горелка. Горелки разделяются на типы в зависимости от того какие газы принимают участие в процессе горения. Наиболее часто используемое сочетание газов мастерами лэмпворка — пропан и кислород причем кислород может быть использован из
- воздуха (самый дешёвый и приемлемый вариант, но имеет невысокую температуру горения)
- баллона кислорода (высокие требования по технике безопасности, самый взрывоопасный вариант)
- кислородного концентратора (оптимальный вариант, но имеет высокую стартовую стоимость, получает кислород из окружающего воздуха)

Кроме горелки существует ещё огромный ряд инструментов необходимых мастеру лэмпворка.
- мандрель (спица) — спица, на которую наносится расплавленное стекло;
- сепаратор (разделитель) — пастообразная смесь основной компонент которого каолиновая глина, служит для разделения металла спицы от стекла;
- графитовые лопатки — служит для формирования изделия;
- фрит — стеклянная крошка.